# اصلاحات صدروزه
اصلاحات صد روزه اقدامات فرهنگی، سیاسی، آموزشی و ملی در راستای اصلاح کشور بود که طی ۱۰۴ روز - از ۱۱ ژوئن تا ۲۱ سپتامبر ۱۸۹۸ میلادی - در اواخر حیات دودمان چینگ انجام شد. این اصلاحات توسط امپراتور گوانگشو و حامیان اصلاح‌طلب او به مرحله عمل رسید. عمر این اصلاحات کوتاه بود؛ زیرا، ملکه تزی شی طی کودتایی (کودتای ۱۸۹۸) با حمایت مرتجعین توانست امپراتور جوان را سرنگون کرده و اصلاحات را لغو کند.